# Appendicula tenuifolia
Appendicula tenuifolia är en orkidéart som beskrevs av Jeffrey James Wood. Appendicula tenuifolia ingår i släktet Appendicula och familjen orkidéer.

## Underarter
Arten delas in i följande underarter:
- A. t. filiformis
- A. t. tenuifolia